# 大希颯
大希 颯（たいき はやて、9月20日 - ）は、宝塚歌劇団星組に所属する男役スター。
東京都練馬区、区立開進第三中学校出身。身長175cm。愛称は「あいみ」。

## 来歴
2017年、宝塚音楽学校入学。
2019年、音楽学校卒業後、宝塚歌劇団に105期生として入団。入団時の成績は32番。宙組公演「オーシャンズ11」で初舞台。その後、星組に配属。
2024年の「RRR×TAKA"R"AZUKA〜√Bheem〜」で新人公演初主演。

## 主な舞台

### 初舞台
- 2019年4 - 5月、宙組『オーシャンズ11』（宝塚大劇場のみ）

### 星組時代
- 2019年7 - 10月、『GOD OF STARS -食聖-』『Éclair Brillant（エクレール ブリアン）』
- 2020年2 - 3月、『眩耀（げんよう）の谷〜舞い降りた新星〜』『Ray-星の光線-』（宝塚大劇場）
- 2020年7 - 9月、『眩耀（げんよう）の谷〜舞い降りた新星〜』『Ray-星の光線-』（東京宝塚劇場）[注釈 2]
- 2020年12月、『シラノ・ド・ベルジュラック』（ドラマシティ） - イスパニア兵
- 2021年2 - 5月、『ロミオとジュリエット』[注釈 3]
- 2021年7月、『マノン』（バウホール・KAAT神奈川芸術劇場） - アルトゥーロ
- 2021年9 - 12月、『柳生忍法帖』 - 新人公演：香炉銀四郎（本役：極美慎）『モアー・ダンディズム!』
- 2022年2月、『王家に捧ぐ歌』（御園座）
- 2022年4 - 5月、『めぐり会いは再び next generation-真夜中の依頼人（ミッドナイト・ガールフレンド）-』 - フラーウス『Gran Cantante（グラン カンタンテ）!!』（宝塚大劇場）
- 2022年6 - 7月、『めぐり会いは再び next generation-真夜中の依頼人（ミッドナイト・ガールフレンド）-』 - フラーウス、新人公演：ロナン・ヴェリタス・オンブル（本役：極美慎）『Gran Cantante（グラン カンタンテ）!!』（東京宝塚劇場）
- 2022年9月、『ベアタ・ベアトリクス』（バウホール） - ウィリアム・モリス
- 2022年11 - 2023年2月、『ディミトリ〜曙光に散る、紫の花〜』 - 新人公演：ジャラルッディーン（本役：瀬央ゆりあ）『JAGUAR BEAT-ジャガービート-』
- 2023年4月、『Stella Voice』（バウホール）
- 2023年6 - 7月、『1789-バスティーユの恋人たち-』（宝塚大劇場） - トゥルヌマン
- 2023年7 - 8月、『1789-バスティーユの恋人たち-』（東京宝塚劇場） - トゥルヌマン、新人公演：ラザール・ド・ペイロール伯爵（本役：輝月ゆうま）
- 2023年10月、『My Last Joke-虚構に生きる-』（バウホール） - ヘンリー・W・ロングフェロー
- 2024年1 - 2月、『RRR×TAKA"R"AZUKA〜√Bheem〜（アールアールアール バイ タカラヅカ〜ルートビーム〜）』 - ライアン『VIOLETOPIA（ヴィオレトピア）』（宝塚大劇場）[注釈 1][3]
- 2024年2 - 4月、『RRR×TAKA"R"AZUKA〜√Bheem〜（アールアールアール バイ タカラヅカ〜ルートビーム〜）』 - ライアン、新人公演：コムラム・ビーム（本役：礼真琴）『VIOLETOPIA（ヴィオレトピア）』（東京宝塚劇場） 新人公演初主演[3][4]
- 2024年5 - 6月、『BIG FISH（ビッグ・フィッシュ）』（東急シアターオーブ） - カール[5]
- 2024年8 - 12月、『記憶にございません!』 - 大関平太郎、新人公演：古郡祐（本役：極美慎）『Tiara Azul-Destino-（ティアラ・アスール ディスティーノ）』
- 2025年1 - 2月、『にぎたつの海に月出づ』（バウホール） - 蘇我入鹿
- 2025年4 - 8月、『阿修羅城の瞳』 - 安倍震王、新人公演：安倍邪空（本役：極美慎）『エスペラント！』
- 2025年9 - 10月、『ダンサ セレナータ』 - ルイス『Tiara Azul －Destino－ II』（全国ツアー）
- 2026年1 - 4月、『恋する天動説』『DYNAMIC NOVA』